# جون أ. غوسلينج
جون أ. غوسلينج (بالإنجليزية: John A. Gosling)‏ هو موزع أمريكي، ولد في 18 مايو 1928 في ترنتون في الولايات المتحدة، وتوفي في 18 أكتوبر 2004 في سافانا في الولايات المتحدة.

## وصلات خارجية
- جون أ. غوسلينج على موقع ميوزك برينز (الإنجليزية)